# Électricité de France
Électricité de France (EDF) (Euronext: EDF

) er et fransk statskontrolleret elselskab, der med en omsætning på ca. 480 mia. kr. (2008) er verdens største forsyningsvirksomhed. Udenfor hovedmarkedet Frankrig har EDF også aktiviteter i andre lande i Europa samt i Sydamerika, Afrika og Asien. EDF beskæftiger 160.000 ansatte.
Virksomheden blev grundlagt 8. april 1946 som følge af en nationalisering af flere virksomheder indenfor el-sektoren. Selskabet blev hurtigt markedsledende på det franske elmarked, og var frem til 2004 et statsejet virksomhed. Siden har den været noteret på Euronext-børserne, men staten ejede ved udgangen af 2008 stadig 85 procent af aktierne. Frem til 1999 havde EDF monopol på distributionen af elektricitet i Frankrig. 
Omkring tre fjerdedele af den el, EDF producerer, stammer fra atomkraft.